# Karolina Amelia heska
Karolina Amelia heska duń. Charlotte Amalie) (ur. 27 kwietnia 1650 w Kassel, zm. 27 marca 1714 w Kopenhadze) – królowa Danii i Norwegii. Jej ojcem był landgraf Hesji-Kassel Wilhelm VI (1629-1663), matką – Jadwiga Zofia brandenburska (1623-1683).
25 czerwca 1667 w zamku w Nykøbing na wyspie Falster poślubiła dziedzica korony duńskiej księcia Chrystiana, który w trzy lata później zasiadł na tronie jako Chrystian V (1646-1699). Małżeństwo było aranżowane i małżonkowie nigdy nie stali się sobie bliscy. Karolina Amelia została wychowana jako kalwinka i jej przyszły mąż, który był luteraninem musiał obiecać przed ślubem, że będzie respektował religię żony, co było sporym ustępstwem z jego strony, ponieważ król i rodzina królewska byli zobowiązani do wyznawania religii luterańskiej. Ze swojej strony Karolina Amelia zobowiązała się w kontrakcie przedślubnym do nauki języka duńskiego. Zasługą królowej było nadanie pełnej swobody wyznaniowej społeczności kalwińskiej w Danii w 1685. Dwór duński wsparł również finansowo budowę zboru kalwińskiego w Kopenhadze. Koronacja pary królewskiej miała miejsce w 1671 w kaplicy zamku Frederiksborg. Została tym samym zapoczątkowana tradycja koronacji w nowym miejscu (wcześniej duńscy monarchowie koronowali się w katedrze kopenhaskiej). Trwała ona do 1840, czyli do ostatniej duńskiej koronacji.
Królowa okazała się dobrą matką i potrafiła z powodzeniem zarządzać swoimi licznymi dobrami. Po śmierci króla zamieszkała w zakupionym przez siebie pałacu w Kopenhadze, który nazwano na jej cześć Charlottenborg. Ze związku Karoliny Amelii i Chrystiana V na świat przyszło ośmioro dzieci, z których troje zmarło w dzieciństwie:
- Fryderyk (późniejszy król Danii Fryderyk IV)
- Chrystian Wilhelm (1672-1673)
- Chrystian (1675-1695)
- Zofia Jadwiga (1677-1735)
- Chrystiana Karolina (1679-1689)
- Karol (1680-1729)
- córka (poronienie, 1682)
- Wilhelm (1687-1705).

Królowa Karolina Amelia zmarła w Kopenhadze i została pochowana w katedrze w Roskilde.
Imieniem królowej została nazwana stolica Duńskich Indii Zachodnich (obecnie Wyspy Dziewicze Stanów Zjednoczonych na Karaibach) miasto Charlotte Amalie.